# Manus McGuire
Manus McGuire is een Ierse traditionele violist; hij is geboren in Tullamore, County Offaly en groeide op in Sligo, Ierland in de zestiger jaren van de vorige eeuw, toen vioolmuziek weer populair werd aan de noordwestkant van Ierland. Manus McGuire leerde vanaf een jonge leeftijd de danswijsjes en volgde zijn oudere broer Seamus McGuire, in het traditionele spel. Manus won in 1970, de Fiddler of Dooney competitie op veertienjarige leeftijd.
Met zijn broer Seamus en Jackie Daly (diatonische accordeon) speelde hij op drie albums van de groep Buttons & Bows. Ook maakte hij twee albums met Moving Cloud en een solo debuut Saffron & Blue. Deze opname werd het beste album van 2000 genoemd. In 2004 werd hij medeoprichter van de Brock McGuire band, samen met accordeonist Paul Brock. Hij werkte ook mee aan Hands across the Water, een cd bedoeld om geld in te zamelen voor kinderen die slachtoffer waren van de tsunami. Hij heeft ook tournees gemaakt in de Verenigde Staten en Canada. Zijn album Fiddlewings bevat muziek uit Schotland, de Shetlandeilanden, Cape Breton en Ierland.

## Discografie
- The Humours of Lisadell, met Seamus McGuire - 1980
- Carousel - 1984
- Buttons & Bows - 1984
- The First Month of Summer, met Buttons & Bows - 1987
- Grace Notes, met Buttons & Bows - 1991
- Paul Brock - Mo Chairdin - 1992
- Moving Cloud - 1994
- Fox Clove, met Moving Cloud - 1997
- Saffron & Blue - 2000
- Manus McGuire, met de Brock/McGuire Band - 2004
- Hands Across the Water - 2005
- Fiddlewings - 2006